# Каменец (Железногорский район)
Каменец — посёлок в Железногорском районе Курской области. Входит в состав Михайловского сельсовета.

## География
Расположен в 12 км к юго-западу от Железногорска и в 5 км к северо-западу от Михайловки. Состоит из одной улицы, протянувшейся с северо-запада на юго-восток. Высота над уровнем моря — 226 м. Ближайшие населённые пункты — посёлки Золотой и Зелёный.

## История
Основан в начале 1920-х годов переселенцами из села Ажово.
В 1926 году в посёлке было 15 дворов, проживало 94 человека (45 мужского пола и 49 женского). В то время Каменец входил в состав Веретенинского сельсовета Долбенкинской волости Дмитровского уезда Орловской губернии. В 1928 году вошёл в состав Михайловского (ныне Железногорского) района. В 1937 году в посёлке был 21 двор. Во время Великой Отечественной войны, с октября 1941 года по февраль 1943 года, находился в зоне немецкой оккупации.

## Население
| 1926 | 1979 | 2002 | 2010 |
| ---- | ---- | ---- | ---- |
| 94   | ↘45  | ↘28  | ↗72  |